# Голик-Залізняк Мефодій Фокич
Мефо́дій Фокович Го́лик-Залізня́к (нар. квітень 1897 р. с. Єлизаветградка, Єлисаветградський повіт, Херсонська губернія — пом. 9 лютого 1923 р., Київ, УРСР) — український військовий діяч часів УНР, хорунжий Армії УНР, повстанський отаман Холодного Яру.

## Життєпис
Мефодій Фокович Голик (псевдонім Залізняк) народився у квітні 1897 року в селі Єлисаветградка Єлисаветградського повіту Херсонської губернії (нині селище Гайдамацьке Кропивницький район Кіровоградської області).
За професією — залізничник.
Служив у Армії УНР: З грудня 1918 року — козак 1-го запасного полку 9-ї залізничної дивізії Армії УНР (м. Київ).
Пізніше — бунчужний, згодом хорунжий 2-го куреня 4-ї сотні 1-го полку ім. Макаренка.
Учасник Першого зимового походу.
З лютого 1920 року — в українському повстанському русі.
Був командиром технічної сотні 1-го Чорноліського полку отамана Пилипа Хмари.
Член Холодноярського Окружного повстанського комітету (1920).
Як повстанський отаман (псевдо Залізняк) діяв на Єлисаветградщині, в районі Чорного лісу, лісів Чута і Нерубай, у Холодному Яру та Кам'янському лісі.
У вересні 1920 р. загін Голика-Залізняка, фактично полк (в різні часи налічував до 3000 вояків), влився до Степової (Олександрійської) дивізії Костя Блакитного.
Полковник Степової дивізії.
Спільно з нею громив більшовиків у центрі та на півдні України.
З жовтня 1921 року — діяв під об'єднаним керівництвом отамана Холодного Яру Ларіон Завгородній, спільно з Архипом Бондаренком та іншими отаманами Холодного Яру.
У 1922 р. — керівник Чигиринського полку Холодноярської республіки.
На той час Холодноярська організація під проводом Ларіона Завгороднього нараховувала три полки. Крім Чигиринського, туди входили Чорноліський полк Дениса Гупала, Лебединський полк Чорного Ворона.
Ці отамани (Мефодій Голик-Залізняк, Чорний Ворон (Черноусов) та Денис Гупало) фактично були заступниками керівника Холодноярської повстанської організації.
Як виглядає одночасно, паралельно існувала підпільна українська організація під проводом Головного отамана Холодного Яру Герасима Нестеренка-Орла.
Отамани Холодного Яру та Чорного Лісу мали сильний авторитет та значну підтримку у місцевого населення. У зв'язку з неможливістю перемогти український національний рух, в ЧК розробили спеціальну операцію з нейтралізації та захоплення повстанських отаманів.
29 вересня 1922 року — чекісти, на інспірованому «з'їзді отаманів» у Звенигородці, заарештували Мефодія Голика-Залізняка, а також: Ларіона Завгородного, Дениса Гупала, Трохима Компанійця, Василя Ткаченка, Костя Здобудь-Воля, Івана Ляшенка, Григорія Яковенка, Юрій Дроботковський, Леоніда Мушкета, та інших провідних діячів Холодного Яру та Чорного Лісу.
2 лютого 1923 року відбувся суд. Отаманів засудули до страти.
9 лютого 1923 р. Мефодій Голик-Залізняк, разом з отаманами Ларіоном Завгороднім, Юрієм Дроботковським, Денисом Гупалом, Сергієм Захаровим, Костем Здобудь-Воля, Іваном Гайовий-Грисюком, січовими стрільцями Миколою Опокою і Михайлом Турком та іншими діячами Визвольного руху (всього 38 осіб) що утримувались Лук'янівській в'язниці м. Києва підняли повстання.
Загинув, під час повстання, в бою з співробітниками ГПУ.
Реабілітований 18 жовтня 2016 року.